# Stanisław Dziwisz
Stanisław Jan Dziwisz, född 27 april 1939 i Raba Wyżna, Polen, är en polsk kardinal. Han var ärkebiskop av Kraków från 2005 till 2016.
Dziwisz prästvigdes 1963 av Karol Wojtyła, dåvarande ärkebiskop av Kraków, sedermera påve Johannes Paulus II. Han blev ärkebiskop Wojtyłas privatsekreterare 1966 och förblev det även sedan Wojtyła valts till påve 1978.
1998 utnämndes Dziwisz till titulärbiskop av San Leone. Påve Benedictus XVI utsåg honom den 3 juni 2005 till ärkebiskop av Kraków.
Den 24 mars 2006 upphöjdes Stanisław Dziwisz till kardinalpräst med Santa Maria del Popolo som titelkyrka. Dziwisz kan dock ha varit den kardinal som Johannes Paulus II i oktober 2003 utnämnde in pectore, men den hemligheten tog påven med sig i graven.